# Вельможа (Польща)
Вельможа (пол. Wielmoża) — село в Польщі, у гміні Сулошова Краківського повіту Малопольського воєводства.
Населення — 1563 особи (2011).
У 1975-1998 роках село належало до Краківського воєводства.

## Демографія
Демографічна структура станом на 31 березня 2011 року:
|          | Загалом | Допрацездатний вік | Працездатний вік | Постпрацездатний вік |
| -------- | ------- | ------------------ | ---------------- | -------------------- |
| Чоловіки | 799     | 171                | 541              | 87                   |
| Жінки    | 764     | 147                | 456              | 161                  |
| Разом    | 1563    | 318                | 997              | 248                  |